# Oberdonaukreis

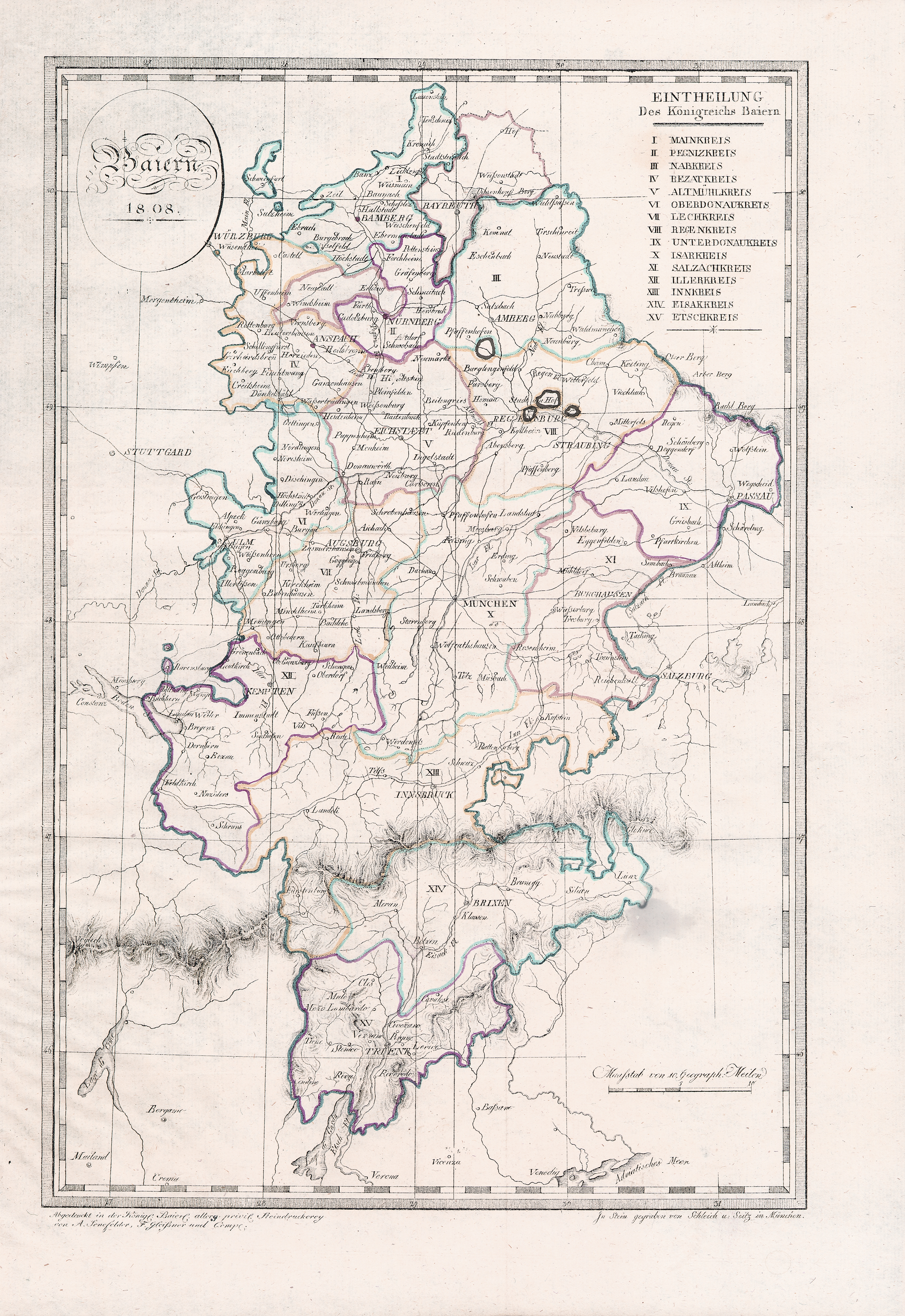
Bayerns Einteilung in Kreise im Jahr 1808

Der Oberdonaukreis zunächst mit der Hauptstadt Ulm (bis 1810, danach Eichstätt und seit 1817 Augsburg) war einer der Kreise des Königreichs Bayern. Er war von 1808 bis 1837 Vorläufer des späteren Regierungsbezirks Schwaben.

## Gliederung

### Kreisunmittelbare Städte
Augsburg (ab 1810), Donauwörth (ab 1810), Eichstätt (1810–1817), Ingolstadt (ab 1810), Neuburg a.d. Donau (ab 1810), Nördlingen (1809–1817), Ulm (bis 1810)

### Landgerichte
Der Kreis gliederte sich in folgende Landgerichte älterer Ordnung bzw. Herrschaftsgerichte (HG):
Alpeck, Beilngries (ab 1810), Burgau, Dillingen, Donauwörth (ab 1810), Elchingen, Ellingen HG (1815–1817), Geislingen (bis 1810), Göggingen (ab 1810), Greding (1812–1817), Günzburg (bis 1810), Heidenheim (1810–1817), Hiltpoltstein (1810–1817), Höchstädt, Ichenhausen HG (ab 1816), Illertissen, Ingolstadt (ab 1810), Kipfenberg (1810–1817), Lauingen, Monheim (1810–1817), Neuburg a.d. Donau (ab 1810), Neumarkt in der Oberpfalz (ab 1810), Neu-Ulm (ab 1811), Nördlingen  (1809–1817), Pleinfeld (1810–1817), Rain (ab 1810), Raitenbuch (ab 1810), Roggenburg (ab 1810), Söflingen (bis 1810), Wackerstein HG (ab 1814), Weißenburg (1810–1817), Wertingen, Zusmarshausen (ab 1810)
Folgende Landgerichte älterer Ordnung bzw. Herrschaftsgerichte (HG) kamen 1817 aus dem aufgelösten Illerkreis zum Oberdonaukreis hinzu:
Babenhausen HG, Buchloe, Buxheim HG, Edelstetten HG, Elchingen, Füssen, Grönenbach, Günzburg, Illertissen, Immenstadt, Kaufbeuren, Kempten, Kirchheim HG, Lindau, Mindelheim, Oberdorf (Marktoberdorf), Obergünzburg, Ottobeuren, Roggenburg, Schwabmünchen, Sonthofen, Thannhausen HG, Türkheim, Ursberg, Weiler

## Geschichte

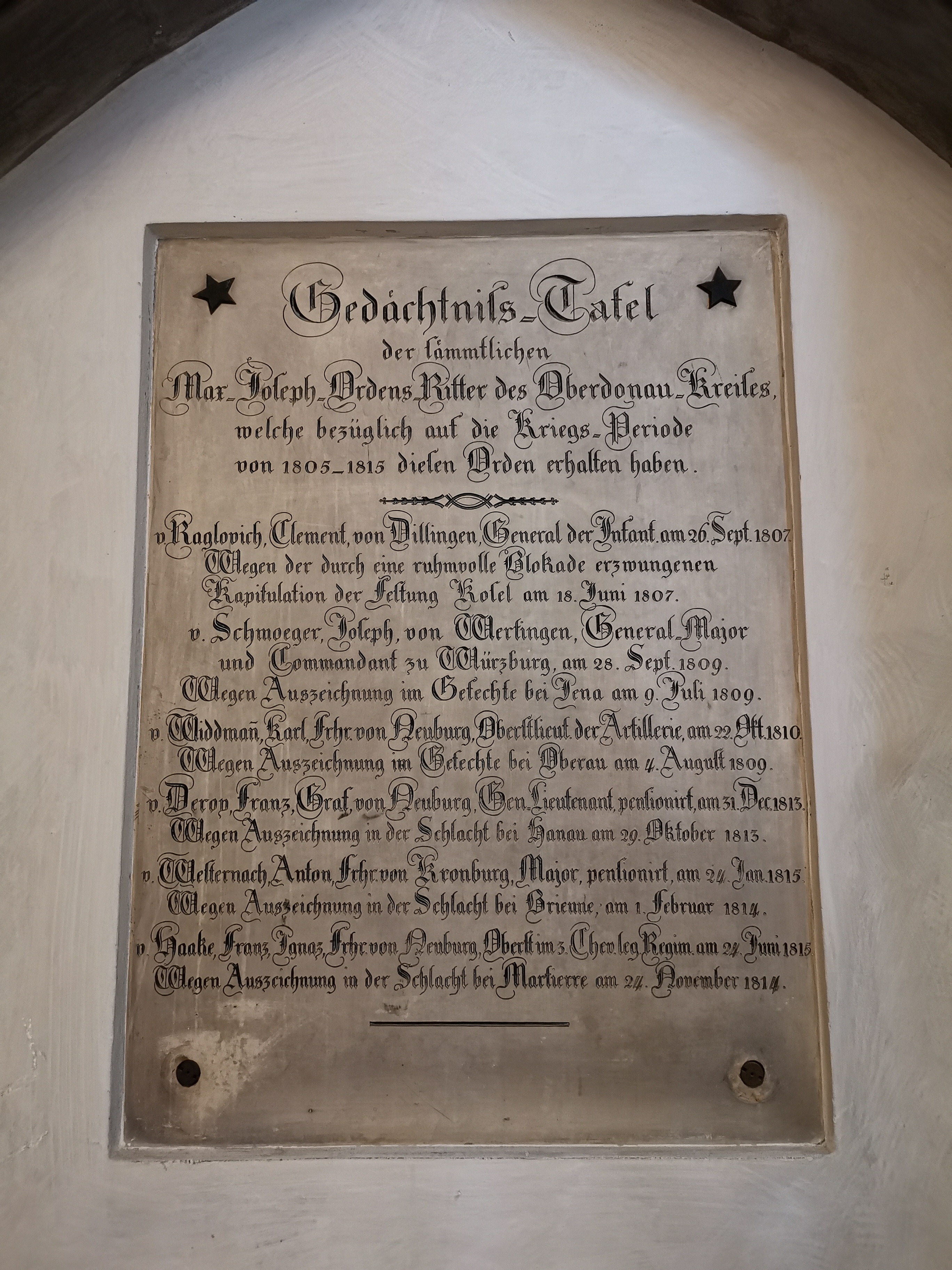
Gedächtnistafel für Empfänger des Militär-Max-Joseph-Ordens 1805–1815 aus dem Oberdonaukreis (Augsburger Dom)

Im Jahr 1808 kam es zu einer grundlegenden Neuordnung der Verwaltung Bayerns, die von Maximilian von Montgelas initiiert wurden. Montgelas war damals der leitende Minister des zwei Jahre zuvor gegründeten Königreichs Bayern. Im Rahmen dieser Reform wurde auch die mittlere Verwaltungsebene komplett umgestaltet, wobei die historisch gewachsenen Territorialeinheiten aufgelöst und stattdessen fünfzehn administrative Kreise geschaffen wurden, zu denen auch der Oberdonaukreis gehörte.
Der Oberdonaukreis mit der Hauptstadt Ulm umfasste zunächst 12 Landgerichte und seit 1809 die kreisunmittelbaren Städte Ulm und Nördlingen. Dann kamen verschiedene Herrschaftsgerichte dazu, so dass er 1810 erheblich vergrößert wurde. Er gab aber auch Gebiete an den Illerkreis und an Württemberg ab. Sitz des Generalkreiskommissariats wurde 1810 Eichstätt (ab 1817 dann Augsburg). 1817 wurde der Illerkreis fast ganz dem Oberdonaukreis angegliedert, lediglich das Landgericht Schongau kam zum Isarkreis. Bei der von König Ludwig I. veranlassten Gebietsreform vom 29. November 1837 erfolgte die Umbenennung in Schwaben und Neuburg, wobei der Zusatz Neuburg schließlich wegfiel, so dass daraus letztlich der Regierungsbezirk Schwaben hervorging.